# قرار مجلس الأمن التابع للأمم المتحدة رقم 5
قرار مجلس الأمن التابع للأمم المتحدة رقم 5، الذي اعتمد في 8 مايو عام 1946، وهذا في سياق الأزمة الإيرانية السوفياتية التي تقرر بها تأجيل مناقشات أخرى، من أجل إتاحة الوقت أمام الحكومة الإيرانية للتحقق ما إذا كان الجنود السوفييت قد تركوا أراضيها. وهذا القرار هو متابعة للقرارات 2 و3 التي تتناول نفس الموضوع.